# Jan Koch
Jan Koch (ur. 25 lutego 1931 w Kobylnicy, zm. 6 grudnia 2023 we Wrocławiu) – polski inżynier mechanik.

## Życiorys
Jan Koch urodził się w 1931 r. w Kobylnicy koło Lwowa jako jeden z sześciorga rodzeństwa (jego starszym bratem był prof. Roman Koch). Jego ojciec i obaj dziadkowie byli kowalami. Uczęszczał do gimnazjum przemysłowego przy ulicy Poznańskiej, gdzie uzyskał dyplom ślusarza, a potem ukończył liceum. W 1946 r. osiadł we Wrocławiu i w tym mieście ukończył szkołę średnią oraz studia na Wydziale Mechanicznym Politechniki Wrocławskiej (1950-1955). Pracę zawodową na tej uczelni rozpoczął w 1953 r. w Katedrze Obróbki Metali. W 1965 r. założył Zakład Obrabiarek, Automatyzacji i Organizacji, którym kierował do 2002 r. Był współtwórcą kierunku studiów automatyka i robotyka (1990 r.) oraz twórcą kierunku zarządzanie i inżynieria produkcji (1997 r.).
Stopień doktora nauk technicznych uzyskał w 1964 r. i habilitował się w 1972 r. W 1976 r. otrzymał tytuł profesora nadzwyczajnego, zaś tytuł profesora zwyczajnego przyznano mu w 1990 r. Autor 200 publikacji, trzech książek, dwóch monografii. Promotor 23 doktorów, recenzent 50 prac doktorskich i habilitacyjnych oraz 15 wniosków do tytułu profesora.
W latach 1981–2002 był członkiem Senatu Politechniki Wrocławskiej. W latach 1985–1987 był prorektorem Politechniki Wrocławskiej, w latach 1987-1993 dyrektorem Instytutu Technologii Maszyn i Automatyzacji PWr, a od 1993 r. przez dwie kadencje do 1999 r. pełnił funkcję dziekana Wydziału Mechanicznego. W 1995 r. stworzył, a następnie sprawował funkcję dyrektora, we Wrocławskim Centrum Transferu Technologii. Wykładał m.in. na uniwersytetach w Dreźnie (1972–1992) i Stuttgarcie (1985–2005). W 1993 r. zainicjował coroczne seminaria dziekanów wydziałów mechanicznych polskich uczelni i w uznaniu zasług w 1997 r. otrzymał honorowy tytuł dziekana dziekanów. Doktor honoris causa Politechniki Szczecińskiej (2002).
Znajdował się w składzie Rady Naukowej Centrum Badawczo–Konstrukcyjnego (1986–1990), był koordynatorem Centralnego Programu Badań Podstawowych (1986–1990) i członkiem Komitetu Badań Naukowych (1991–2004), a także należał do Rady Fundacji Nauki Polskiej (1997–2000).
Żonaty od 1952 r. Jego synami są Tomasz Koch i Jerzy Koch.
Odznaczenia:
- Krzyż Oficerski Orderu Odrodzenia Polski (1998)[7][1]
- Krzyż Kawalerski Orderu Odrodzenia Polski (1977)[1]
- Złoty Krzyż Zasługi[4]
- Medal Komisji Edukacji Narodowej[4]